# Robert Adamson (filosof)
Robert Adamson, född 19 januari 1852, död 8 februari 1902, var en skotsk filosof.

## Biografi
Adamson blev professor vid Owens College i Manchester 1876, vid universitetet i Aberdeen 1893 och vid universitetet i Glasgow från 1895. Genom sina arbeten om Kant (1879) och Fichte (1881) blev han en av banbrytarna inom den brittiska nykantianismen, som av Adamson utvecklades till en realistiskt färgad kunskapsteori och psykologi. Adamsons viktigaste arbeten utkom postumt, däribland märks The development of modern philosophy (1903), The development of Greek philosophy (1908), samt A short history of Logic (1911).